# Charles Sims
Charles Edwards Sims (Houston, 19 settembre 1990) è un giocatore di football americano statunitense che gioca nel ruolo di running back per i Tampa Bay Buccaneers della National Football League (NFL). Fu scelto nel corso del terzo giro (69º assoluto) del Draft NFL 2014. Al college ha giocato a football all'Università di Houston (2010-2012) e alla West Virginia University (2013).

## Carriera professionistica

### Tampa Bay Buccaneers
Sims fu scelto nel corso del terzo giro del Draft 2014 dai Tampa Bay Buccaneers, il quarto running back ad essere selezionato. Debuttò come professionista subentrando nella settimana 10 contro gli Atlanta Falcons, correndo 8 volte per 23 yard e perdendo un fumble. Il primo touchdown su corsa lo segnò nell'ultimo turno contro i New Orleans Saints, chiudendo la sua prima stagione con 185 yard corse in otto presenze. Nella seconda guidò la squadra con 4 touchdown su ricezione (assieme ad Austin Seferian-Jenkins) e si classificò al secondo posto sia in yard corse (529) che ricevute (561).

## Statistiche
| Partite totali      | 8   |
| Partite da titolare | 0   |
| Yard corse          | 185 |
| Touchdown su corsa  | 1   |

Statistiche aggiornate alla stagione 2014